# Cougars de BYU

Logo alternatif des Cougars de BYU

Les Cougars de BYU (en anglais : BYU Cougars) sont un club omnisports universitaire qui se réfère aux équipes sportives féminines et masculines représentant l'université Brigham-Young à Provo dans l'État de l'Utah.
BYU est une université gérée et appartenant à l'Église de Jésus-Christ des saints des derniers jours, une Église chrétienne restaurationniste née dans l'État de New York en 1830 et dont le siège mondial se trouve à Salt Lake City dans l'Utah. Ses membres sont souvent appelés Mormons.
Ses équipes participent aux compétitions universitaires organisées par la National Collegiate Athletic Association au sein de sa Division I. Depuis le 1er juillet 2023, BYU est membre de la Big 12 Conference, rejoignant cette ligue après 11 saisons en tant que membre à part entière de la West Coast Conference et un indépendant dans le football américain.
L'équipe de football américain a été championne nationale en 1984. Le quarterback Ty Detmer est le seul joueur des Cougars à avoir remporté, en 1990, le trophée Heisman. Les quarterback Steve Young et Jim McMahon ont également joué pour BYU. L'équipe dispute ses matchs à domicile au LaVell Edwards Stadium, enceinte de 63 470 places inaugurée en 1964 sous le nom de « Cougars Stadium ». Il est rebaptisé en 2000 pour honorer LaVell Edwards (en), entraîneur des Cougars de 1972 à 2000.
L'équipe masculine de soccer a participé à la USL Premier Development League, maintenant connue sous le nom de USL League Two, avant que l'université ne ferme l'équipe après la saison 2017.
L'équipe de rugby à XV est également l'un des points forts des Cougars avec de nombreux joueurs évoluant en Équipe des États-Unis de rugby à XV.
La présente page est principalement dédiée au traitement de l'équipe de football américain.

## Sports pratiqués
| Hommes (9)                                  | Femmes (10)       |
| ------------------------------------------- | ----------------- |
| Athlétisme †                                | Athlétisme †      |
| Baseball                                    | Basketball        |
| Basketball                                  | Cross country     |
| Cross country                               | Football (soccer) |
| Football américain                          | Golf              |
| Golf                                        | Gymnastique       |
| Natation/Plongeon                           | Natation/Plongeon |
| Tennis                                      | Softball          |
| Volley-ball                                 | Tennis            |
|                                             | Volley-ball       |
| † – Athlétisme en salle et/ou en plein air. |                   |

## Football américain

### Descriptif en début de saison 2025
- Couleurs :    (bleu marine, bleu royal et blanc)
- Dirigeants :
  - Directeur sportif : Brian Santiago
  - Entraîneur principal : Kalani Sitake (en), 10e saison, bilan : 72 - 43 (62,6 %)
- Stade
  - Nom : LaVell Edwards Stadium
  - Capacité : 63 470
  - Surface de jeu : pelouse naturelle
  - Lieu : Provo, Utah
- Conférence :
  - Actuelle : Big 12 Conference
  - Ancienne :
    - Rocky Mountain Athletic Conference (en) (1922–1937)
    - Skyline Conference (en)(1938–1961)
    - Western Athletic Conference (1962–1998)
    - Mountain West Conference (1999–2010)
    - Indépendants (2011–2022)
- Internet :
  - Nom site Web : byucougars.com
  - URL : https://byucougars.com/home/football
- Bilan des matchs :
  - Victoires : 628 (58,3 %)
  - Défaites : 446
  - Nuls : 27
- Bilan des Bowls :
  - Victoires : 18 (45,1 %)
  - Défaites : 22
  - Nuls : 1
- College Football Playoff : -
- Titres :
  - Titres nationaux : 1 (1984)
  - Titres de conférence : 23 (1965, 1974, 1976, 1977, 1978, 1979, 1980, 1981, 1982, 1983, 1984, 1985, 1989, 1990, 1991, 1992, 1993, 1995, 1996, 1999, 2001, 2006, 2007)
  - Titres de division en Western Athletic Conference : 2 (1 en Mountain en 1966 et 1 en Pacific en 1998)
- Joueurs :
  - Meilleures statistiques individuelles des Cougars (en).
  - Vainqueurs du Trophée Heisman : 1, Ty Detmer (1990)
  - Sélectionnés All-American : 14
- Hymne : « The Cougar Song (en) »
- Mascotte : « Cosmo the Cougar (en) »
- Fanfare : « The Power of the Wasatch »
- Rivalités :
  - Utes de l'Utah
  - Aggies d'Utah State

### Histoire

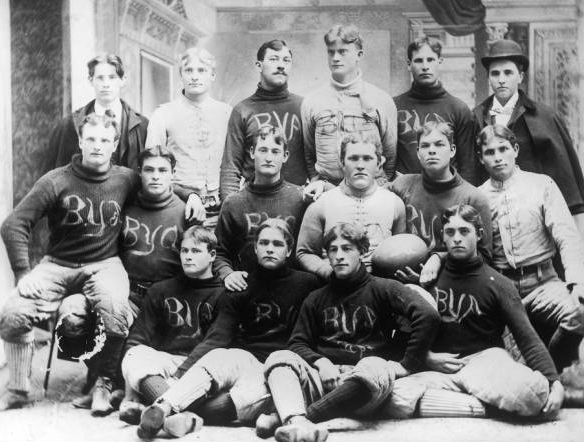
La première équipe de football américain de BYU qui a remporté son championnat régional en 1896.

La première équipe de football américain de Brigham Young participe à un championnat régional en 1896 qu'elle remporte. Elle remporte également celui de 1897. À la suite d'un accident mortel lors d'un match en 1900 dans l'Utah, toutes les compétitions de football américain sont interdites dans toutes les écoles de l'Église de Jésus-Christ des saints des derniers jours jusqu'en 1919.
Le programme de football américain de BYU, devenue université en 1903, est créé en 1919 mais ne débutent officiellement les rencontres au niveau universitaire qu'en 1922 au sein de la Rocky Mountain Conference (en).
Ce n'est qu'au terme de la saison 1929 que BYU obtiendra son premier bilan positif sous les ordres de l'entraîneur G. Ott Romney (en). Romney et son successeur Eddie Kimball inaugurent une nouvelle ère pour les Cougars qui entre 1928 et 1942 afficheront un bilan global de 65 victoires pour 51 défaites et 12 nuls. L'université ne présentera pas d'équipe entre 1943 et 1945 à la suite de la seconde guerre mondiale. la saison 1949 sera la seule de l'histoire de BYU avec un bilan de 11 défaites sans victoire. L'équipe s'améliore vers le milieu des années 1950 sous les ordres de l'entraîneur Hal Kopp (en) enchainant deux bilans positifs en 1957 et 1958. En 1962, BYU intègre la Western Athletic Conference. En 1964, le Cougar Stadium d'une capacité de 3 000 sièges est inauguré et en 1965, l'entraîneur principal Tommy Hudspeth conduit les Cougars à leur premier titre de conférence avec un bilan de 6-4.

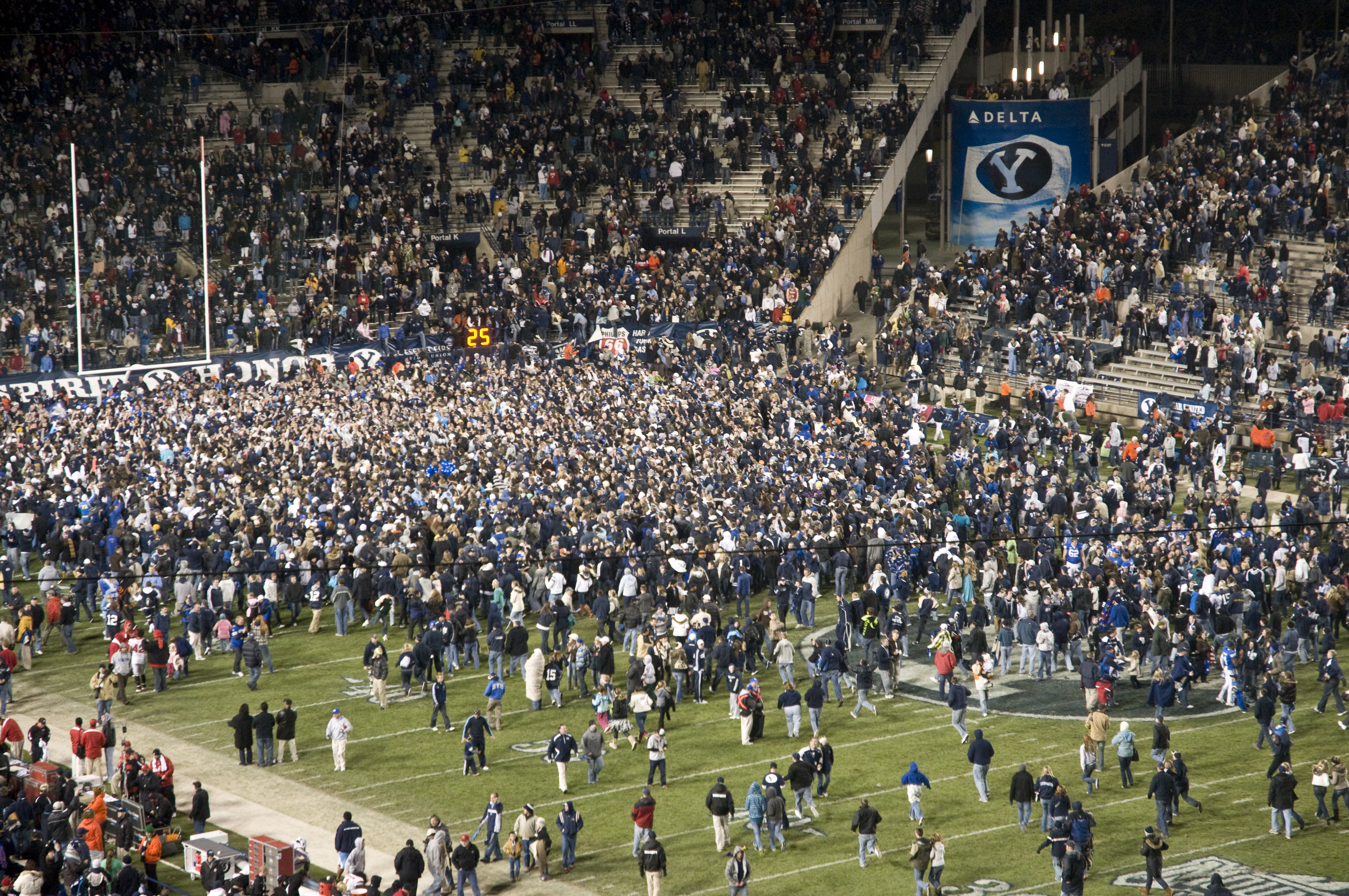
Les fans envahissant le LaVell Edwards Stadium en 2009 après la victoire en prolongation sur le score de 26 à 23 de #19 BYU sur #21 Utah.

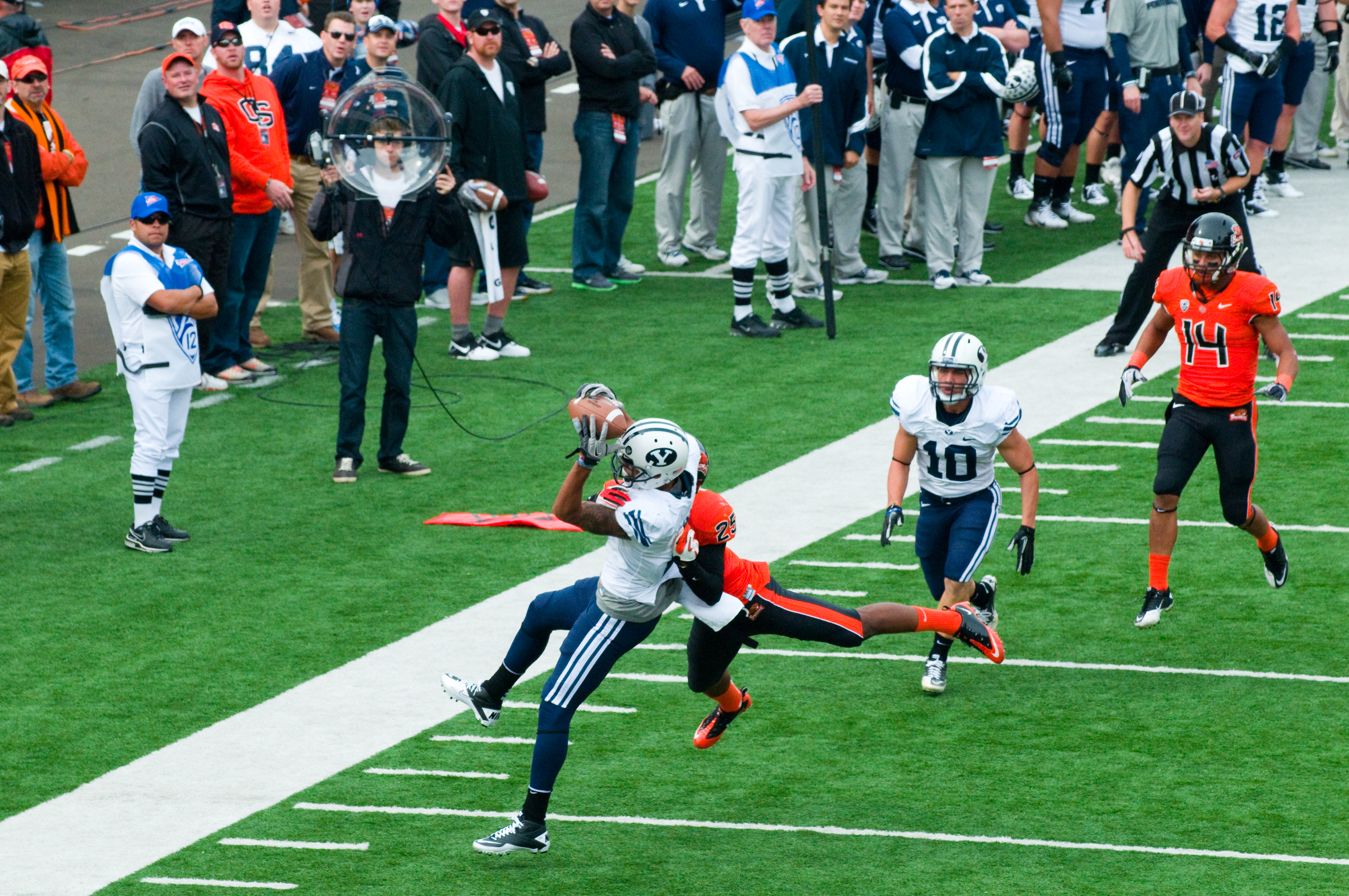
Une réception du WR de BYU Cody Hoffman au Reser Stadium de Corvallis dans l'Oregon en 2011 (victoire 38-28 de BYU contre Oregon State.

BYU a la réputation d'être une usine à quarterbacks, dont un gagnant di trophée Heisman en 1990, Ty Detmer. Des joueurs de BYU ont également joué en NFL, les plus connus étant Jim McMahon, Steve Young, Gifford Nielsen (en), Bart Oates (en), Chad Lewis (en), Vai Sikahema (en) et Todd Christensen,.
En 1972, LaVell Edwards (en) devient entraîneur principal et instaure un système de jeu prémices de la West Coast Offense. Sous sa direction, les Cougars vont remporter leur conférence de 1974 à 1985 à l'exception de la saison 1975. Les 4 sociétés majeures de cotation (AP, Coaches, NFF, et FWAA) les désignent surtout champions national en 1994 à la suite d'une saison où ils terminent avec 12 victoires sans défaite et seule équipe invaincue du pays. Ils ne remportent cependant leur premier bowl qu'à l'occasion de l'Holiday Bowl 1980 mieux connu sous le pseudonyme de « Miracle Bowl », BYU, mené au score 25-45 à 4 minutes de la fin du match, étant revenu au score pour gagner finalement le match 46 à 45. BYU remporte également les bowls de 1981, 1983 et 1984 et gagne la réputation d'être une Université à quarterback, après avoir révélé les quarterbacks Gifford Nielsen, Marc Wilson, Jim McMahon et Steve Young. Pendant cette période, Young termine second au Trophée Heisman en 1983 et McMahon 3e en 1981.
En 1996, BYU remporte la première finale de conférence WAC et est invité à disputer son premier bowl de nouvel-an contre Kansas State à l'occasion du Cotton Bowl 1997 qu'ils remportent sur le score de 19-15. Les Cougars terminent la saison no 5 du pays dans les classements AP et Coaches et deviennent la première équipe de la NCAA à remporter 14 matchs sur une même saison.
BYU quitte la WAC et devient membre de la Mountain West Conference en 1999 et en profite pour modifier ses couleurs avec une nuance de bleu plus foncée et un logo de redessiné.
Juste avant le début de la saison 2000, LaVell Edwards annonce qu'il s'agira de sa dernière saison au poste d'entraîneur principal de BYU. Juste avant le dernier match de la saison, le président de l'université, Gordon B. Hickley, déclare que le « Cougar Stadium » sera rebaptisé « LaVell Edwards Stadium » pour lui faire honneur.
Après quelques saisons sans succès, BYU engage l'entraîneur principal Bronco Mendenhall (en). Il qualifiera les Cougars à un bowl lors de chacune de ses saisons à leur tête terminant dans le Top 25 du pays en 2006, 2007, 2008 et 2009.
BYU devient équipe indépendante pour le début de la saison 2011 afin d'obtenir plus de retombées financières grâce à un contrat de longue durée avec ESPN pour la retransmission de ses matchs. Le defensive end Ziggy Ansah (en) est sélectionné en 5e choix global lors de la draft 2012 de la NFL tout comme l'avait été Jim McMahon lors de la draft 1982. Le 4 décembre 2015, Mendenhall accepte le poste d'entraîneur principal chez les Cavaliers de la Virginie en Atlantic Coast Conference (ACC). Ses 99 victoires en 11 saisons constituent le second meilleur bilan de l'histoire des entraîneurs de BYU après LeVall Edwards. Il est remplacé par Kalani Sitake (en), ancien fullback de BYU et coordinateur défensif d'Oregon State.

### Palmarès
- Saison par saison

Résultats saison par saison des Cougars de BYU en football américain (en)
- BYU a remporté un titre national :

| Saison | Entraîneur     | Agences de cotation | Bilan | Bowl              | Résultat | Adversaire |
| ------ | -------------- | --- | ----- | ----------------- | -------- | ---------- |
| 1984   | Lavell Edwards | AP, Billingsley, Football Research, FW, National Championship Foundation, National Football Foundation, Poling, Sagarin (ELO-Chess), UPI, USA/CNN | 13–0  | Holiday Bowl 1985 | G, 24–17 | Michigan   |
- BYU a remporté 23 titres de conférence, 19 en Western Athletic Conference et 4 en Mountain West Conference :

| Saison | Conférence                  | Entraîneur             | Bilans | Bilans     |
| ------ | --------------------------- | ---------------------- | ------ | ---------- |
| Saison | Conférence                  | Entraîneur             | Global | Conférence |
| 1965   | Western Athletic Conference | Tommy Hudspeth (en)    | 6–4    | 4–1        |
| 1974   | Western Athletic Conference | Lavell Edwards (en)    | 7–4–1  | 6–0–1      |
| 1976   | Western Athletic Conference | Lavell Edwards (en)    | 9–3    | 6–1        |
| 1977   | Western Athletic Conference | Lavell Edwards (en)    | 9–2    | 6–1        |
| 1978   | Western Athletic Conference | Lavell Edwards (en)    | 9–4    | 5–1        |
| 1979   | Western Athletic Conference | Lavell Edwards (en)    | 11–1   | 7–0        |
| 1980   | Western Athletic Conference | Lavell Edwards (en)    | 12–1   | 6–1        |
| 1981   | Western Athletic Conference | Lavell Edwards (en)    | 11–2   | 7–1        |
| 1982   | Western Athletic Conference | Lavell Edwards (en)    | 8–4    | 7–1        |
| 1983   | Western Athletic Conference | Lavell Edwards (en)    | 11–1   | 7–0        |
| 1984   | Western Athletic Conference | Lavell Edwards (en)    | 13–0   | 8–0        |
| 1985   | Western Athletic Conference | Lavell Edwards (en)    | 11–3   | 7–1        |
| 1989   | Western Athletic Conference | Lavell Edwards (en)    | 10–3   | 7–1        |
| 1990   | Western Athletic Conference | Lavell Edwards (en)    | 10–3   | 7–1        |
| 1991   | Western Athletic Conference | Lavell Edwards (en)    | 8–3–2  | 7–0–1      |
| 1992   | Western Athletic Conference | Lavell Edwards (en)    | 8–5    | 6–2        |
| 1993   | Western Athletic Conference | Lavell Edwards (en)    | 6–6    | 6–2        |
| 1995   | Western Athletic Conference | Lavell Edwards (en)    | 7–4    | 6–2        |
| 1996   | Western Athletic Conference | Lavell Edwards (en)    | 14–1   | 10–0       |
| 1999   | Mountain West Conference    | Lavell Edwards (en)    | 8–4    | 5–2        |
| 2001   | Mountain West Conference    | Gary Crowton (en)      | 12–2   | 7–0        |
| 2006   | Mountain West Conference    | Bronco Mendenhall (en) | 11–2   | 8–0        |
| 2007   | Mountain West Conference    | Bronco Mendenhall (en) | 11-2   | 8–0        |
- BYU a remporté deux titres de division au sein de la Western Athletic Conference dont 1 partagé (†) :

| Saison | Conférence | Division | Entraîneur     | Finale de conférence   | Finale de conférence |
| ------ | ---------- | -------- | -------------- | ---------------------- | -------------------- |
| Saison | Conférence | Division | Entraîneur     | Adversaire             | Résultat             |
| 1996   | WAC        | Mountain | LaVell Edwards | Cowboys du Wyoming     | G, 28ET25            |
| 1998 † | WAC        | Pacific  | LaVell Edwards | Falcons de l'Air Force | P, 13–20             |

### Bowls
BYU a participé à 41 bowls, en a gagné 18 pour 22 défaites et 1 nul.
| N° | Date             | Bowl                          | Adversaire                    | Résultat   |
| -- | ---------------- | ----------------------------- | ----------------------------- | ---------- |
| 01 | 28 décembre 1974 | Fiesta Bowl 1974              | Cowboys d'Oklahoma State      | P, 6–16    |
| 02 | 18 décembre 1976 | Tangerine Bowl 1976           | Cowboys d'Oklahoma State      | P, 21–49   |
| 03 | 22 décembre 1978 | Holiday Bowl 1978             | Midshipmen de la Navy         | P, 16–23   |
| 04 | 21 décembre 1979 | Holiday Bowl 1979             | Hoosiers de l'Indiana         | P, 37–38   |
| 05 | 19 décembre 1980 | Holiday Bowl 1980             | Mustangs de SMU               | G, 46–45   |
| 06 | 18 décembre 1981 | Holiday Bowl 1981             | Cougars de Washington State   | G, 38–36   |
| 07 | 17 décembre 1982 | Holiday Bowl 1982             | Buckeyes d'Ohio State         | P, 17–47   |
| 08 | 23 décembre 1983 | Holiday Bowl 1983             | Tigers du Missouri            | G, 21–17   |
| 09 | 21 décembre 1984 | Holiday Bowl 1984             | Wolverines du Michigan        | G, 24–17   |
| 10 | 28 décembre 1985 | Florida Citrus Bowl 1985      | Buckeyes d'Ohio State         | P, 7–10    |
| 11 | 30 décembre 1986 | Freedom Bowl 1986             | Bruins de l'UCLA              | P, 10–31   |
| 12 | 22 décembre 1987 | All-American Bowl 1987        | Cavaliers de la Virginie      | P, 16–22   |
| 13 | 29 décembre 1988 | Freedom Bowl 1988             | Buffaloes du Colorado         | G 20–17    |
| 14 | 29 décembre 1989 | Holiday Bowl 1989             | Nittany Lions de Penn State   | P, 39–50   |
| 15 | 29 décembre 1990 | Holiday Bowl 1990             | Aggies de Texas A&M           | P, 14–65   |
| 16 | 30 décembre 1991 | Holiday Bowl 1991             | Hawkeyes de l'Iowa            | N, 13–13   |
| 17 | 25 décembre 1992 | Aloha Bowl 1992               | Jayhawks du Kansas            | P, 20–23   |
| 18 | 30 décembre 1993 | Holiday Bowl 1993             | Buckeyes d'Ohio State         | P, 21–28   |
| 19 | 29 décembre 1994 | Copper Bowl 1994              | Sooners de l'Oklahoma         | G, 31–6    |
| 20 | 1er janvier 1997 | Cotton Bowl Classic 1997      | Wildcats de Kansas State      | G, 19–15   |
| 21 | 31 décembre 1998 | Liberty Bowl 1998             | Green Wave de Tulane          | P, 27–41   |
| 22 | 27 décembre 1999 | Motor City Bowl 1999          | Thundering Herd de Marshall   | P, 3–21    |
| 23 | 31 décembre 2001 | Liberty Bowl 2001             | Cardinals de Louisville       | P, 10–28   |
| 24 | 22 décembre 2005 | Las Vegas Bowl 2005           | Golden Bears de la Californie | P, 28–35   |
| 25 | 21 décembre 2006 | Las Vegas Bowl 2006           | Ducks de l'Oregon             | G, 38–8    |
| 26 | 22 décembre 2007 | Las Vegas Bowl 2007           | Bruins de l'UCLA              | G, 17–16   |
| 27 | 21 décembre 2008 | Las Vegas Bowl 2008           | Wildcats de l'Arizona         | P, 21–31   |
| 28 | 22 décembre 2009 | Maaco Bowl Las Vegas 2009     | Beavers d'Oregon State        | G, 44–20   |
| 29 | 18 décembre 2010 | New Mexico Bowl 2010          | Miners de l'UTEP              | G, 52–24   |
| 30 | 30 décembre 2011 | Armed Forces Bowl 2011        | Golden Hurricane de Tulsa     | G, 24–21   |
| 31 | 20 décembre 2012 | Poinsettia Bowl 2012          | Aztecs de San Diego State     | G, 23–6    |
| 32 | 27 décembre 2013 | Fight Hunger Bowl 2013        | Huskies de Washington         | P, 16–31   |
| 33 | 22 décembre 2014 | Miami Beach Bowl 2014         | Tigers de Memphis             | P, 482ET55 |
| 34 | 19 décembre 2015 | Las Vegas Bowl 2015           | Utes de l'Utah                | P, 28–35   |
| 35 | 21 décembre 2016 | Poinsettia Bowl 2016          | Cowboys du Wyoming            | G, 24–21   |
| 36 | 21 décembre 2018 | Famous Idaho Potato Bowl 2018 | Broncos de Western Michigan   | G, 49–18   |
| 37 | 24 décembre 2019 | Hawaii Bowl 2019              | Rainbow Warriors d'Hawaï      | P, 34–38   |
| 38 | 22 décembre 2020 | Boca Raton Bowl 2020          | Knights de l'UCF              | G, 49–23   |
| 39 | 18 décembre 2021 | Independence Bowl 2021        | Blazers de l'UAB              | P, 28–21   |
| 40 | 17 décembre 2022 | New Mexico Bowl 2022          | Mustangs de SMU               | G, 24–23   |
| 41 | 28 décembre 2024 | Alamo Bowl 2024               | Buffaloes du Colorado         | G, 36–14   |

### Entraîneurs
| Entraîneur             | Saisons              | Bilan     | % de victoires |
| ---------------------- | -------------------- | --------- | -------------- |
| Alvin Twitchell (en)   | 1922–1924            | 5–13–1    | 28,9           |
| C. J. Hart (en)        | 1925–1927            | 6–12–2    | 35,0           |
| G. Ott Romney (en)     | 1928–1936            | 42–31–5   | 57,1           |
| Floyd Millet (en)      | 1942                 | 2–5       | 28,6           |
| Eddie Kimball (en)     | 1937–1941, 1946–1948 | 34–32–8   | 51,4           |
| Chick Atkinson (en)    | 1949–1955            | 18–49–3   | 27,9           |
| Hal Kopp (en)          | 1956–1958            | 13–14–3   | 48,3           |
| Tally Stevens (en)     | 1959–1960            | 6–15      | 28,6           |
| Hal Mitchell (en)      | 1961–1963            | 8–22      | 26,7           |
| Tommy Hudspeth (en)    | 1964–1971            | 39–42–1   | 48,2           |
| LaVell Edwards (en)    | 1972–2000            | 257–101–3 | 71,6           |
| Gary Crowton (en)      | 2001–2004            | 26–23     | 53,1           |
| Bronco Mendenhall (en) | 2005–2015            | 99–43     | 69,7           |
| Kalani Sitake (en)     | depuis 2016          | 72–42     | 62,6           |

### Rivalités
| Équipe rivale       | Surnom de la rivalité   | Trophée de la rivalité | Bilan des Cougars | Bilan des Cougars              | Bilan des Cougars              | Bilan des Cougars | Bilan des Cougars | Premier match | Dernier match |
| ------------------- | ----------------------- | ---------------------- | ----------------- | ------------------------------ | ------------------------------ | ----------------- | ----------------- | ------------- | ------------- |
| Équipe rivale       | Surnom de la rivalité   | Trophée de la rivalité | Nb.               | V.                             | D.                             | N.                | %                 | Premier match | Dernier match |
| Utes de l'Utah      | Holy War                | -                      | 102               | 33 (selon BYU) 36 (selon Utah) | 59 (selon BYU) 62 (selon Utah) | 4                 | 32,4 35,3         | 1896          | 2024          |
| Aggies d'Utah State | Rivalité BYU-Utah State | Old Wagon Wheel        | 91                | 51                             | 37                             | 3                 | 56,0              | 1922          | 2022          |

#### Utes de l'Utah
La rivalité est surnommée « Holy War » et fait référence au fait que BYU est géré et propriété de l'Église de Jésus-Christ des saints des derniers jours et qu'Utah est une université publique, gérée et administrée par l'État de l'Utah. La proximité des deux universités (distantes de 80 km et la longévité de la série ont développé cette rivalité. La première confrontation a eu lieu en 1896 et depuis 1922 elles se sont rencontrées chaque années à l'exception des saisons 1943, 1944 et 1945 (à la suite de la seconde guerre mondiale) ainsi qu'en 2014 et 2015.
Les deux équipes ont fait partie de la même conférence entre 1922 et 2010. Le match de rivalité a souvent décidé du titre de champion de la conférence. Les deux université se sont accordées pour se rencontrer chaque année jusqu'en 2028 (à l'exception des saisons 2014 et 2015) bien que l'Utah soit parti en Pacific-12 Conference et BYU soit devenue équipe indépendante en 2011. Cette coupure de deux saisons a été interrompue de façon inattendue puisque les deux équipes se sont rencontrées à l'occasion du Las Vegas Bowl 2015 qui fut surnommé le « Holy War in Sin City »(remporté par l'Utah 35-28).
La plus large victoire est à l'actif de BYU en 1980 sur le score de 56 à 6 (+50). La plus longue série de victoires consécutives (9) a été réalisée tant par l'Utah (1929-1937 et une série en cours 2010-2019) que par BYU (1979-1987). La plus longue série de matchs sans défaite (21) a été réalisée par l'Utah (1898-1941).
Les deux universités ne sont pas d'accord sur la date du premier match de la série :
- Utah affirme que le premier match a été joué en 1896 contre l'équipe de la Brigham Young Academy (en) (BYA). Cette académie a été dissoute en 1903 et remplacée par deux institution, la Brigham Young High School (en) (BY High) et l'université Brigham-Young (BYU)[20]
- BYU considère que son calendrier de match ne commence qu'en 1922 et pas avant[21],[22].

Des six matchs joués entre 1896 et 1898, Utah en a gagné 3 et BYA 3. Utah retient ces six résultats dans le bilan de la série tandis que BYU ne le fait pas.
En fin de saison 2024, selon Utah, Utah mène la série avec 62 victoires pour 36 à BYU et 4 nuls mais selon BYU, Utah mène la série avec 59 victoires pour 33 à BYU et 4 nuls.

#### Aggies d'Utah State
La rivalité a débuté en 1922. Elles se sont rencontrées chaque année sauf en 1943, 1944 et 1945 (seconde guerre mondiale) et en 2003, 2004, 2005 et 2007.
Le match est surnommé depuis la saison 1948, « The Battle for the Old Wagon Wheel » en référence au trophée dénommé « Old Wagon Wheel ». Il est conservé jusqu'au prochain match par l'équipe victorieuse du match de rivalité. Le trophée est une énorme roue en bois qui équipait les chariots des migrants mormons dans les années 1850. La roue possède des rayons et un axe en bois. Elle est sertie par une protection métallique. Des plaquettes renseignant les résultats des matchs de rivalité sont apposées sur les flancs de la roue.
La plus large victoire est à l'actif de BYU en 1977 sur le score de 65–6 (+59). La plus longue série de victoires consécutives (10) a été réalisée par BYU (1983–1992 et 1994–2009), celle d'Utah State étant limitée à 5 (1952-1956).
En fin de saison 2024, Utah mène la série avec 51 victoires pour 37 à BYU et 3 nuls.

### Récompenses individuelles
Le lien suivant permet de consulter les meilleures statistiques individuelles des Cougars (en).

#### Joueurs
| - Trophée Heisman Ty Detmer – 1990 - Finalistes du trophée Heisman Gary Sheide (en) – 8e en 1974 Gifford Nielsen (en) — 6e en 1976 Marc Wilson — 3e en 1979 Jim McMahon — 5e en 1980 Jim McMahon — 3e en 1981 Steve Young — 2e en 1983 Robbie Bosco (en) — 3e en 1984 Robbie Bosco (en) — 3e en 1985 Ty Detmer — 9e en 1989 Ty Detmer — 3e en 1991 Zach Wilson — 8e en 2020 | - Maxwell Award Ty Detmer – 1990 - Davey O'Brien Award Jim McMahon – 1981 Steve Young — 1983 Ty Detmer — 1990, 1991 - Sammy Baugh Trophy Gary Sheide (en) – 1974 Marc Wilson — 1979 Jim McMahon — 1981 Steve Young — 1983 Robbie Bosco (en) — 1984 Ty Detmer — 1991 Steve Sarkisian (en) — 1996 | - Doak Walker Award Luke Staley (en) – 2001 - Jim Brown Trophy Luke Staley (en) – 2001 - Outland Trophy Jason Buck (en) – 1986 Mohammed Elewonibi (en) — 1989 |

#### Entraîneurs
- Bobby Dodd Coach of the Year Award

LaVell Edwards (en) - 1979
- AFCA (Kodak) Coach of the Year Award

LaVell Edwards (en) - 1984
- Amos Alonzo Stagg Award (en)

LaVell Edwards (en) - 2003

### Numéros retirés
| N° | Nom                                            | Poste                    | Saisons                       | Date du retrait    |
| -- | ---------------------------------------------- | ------------------------ | ----------------------------- | ------------------ |
| 06 | Marc Wilson Robbie Bosco (en) Luke Staley (en) | Quarterback Running back | 1975–1979 1981–1985 1999–2001 | 16 septembre 2017  |
| 08 | Steve Young                                    | Quarterback              | 1980–1983                     | 28 août 2003       |
| 09 | Jim McMahon                                    | Quarterback              | 1977–1981                     | 3 octobre 2014     |
| 14 | Gifford Nielsen (en) Ty Detmer                 | Quarterback              | 1973–1977 1987–1991           | 1er septembre 2007 |
| 40 | Eldon Fortie (en)                              | Quarterback/Running back | 1960–1962                     | 1963               |
| 81 | Marion Probert (en)                            | Defensive end            | 1952–1954                     | 1977               |

### Cougars au College Football Hall of Fame
| Nom                  | Poste       | Saisons   | Année d'intronisation |
| -------------------- | ----------- | --------- | --------------------- |
| Gifford Nielsen (en) | Quarterback | 1973–1977 | 1994                  |
| Marc Wilson          | QB          | 1975–1979 | 1996                  |
| Jim McMahon          | Quarterback | 1977–1981 | 1998                  |
| LaVell Edwards (en)  | Entraîneur  | 1972–2000 | 2004                  |
| Steve Young          | Quarterback | 1980–1983 | 2005                  |
| Gordon Hudson (en)   | Tight end   | 1980–1983 | 2009                  |
| Ty Detmer            | Quarterback | 1987–1991 | 2012                  |

### Cougars au Pro Football Hall of Fame
| Nom         | Poste       | Saisons NFL | Année d'intronisation |
| ----------- | ----------- | ----------- | --------------------- |
| Steve Young | Quarterback | 15          | 2005                  |

## Traditions

### Hymne
Le « chant de guerre » de BYU est le « Cougar Song (en) également appelé Cougar Fight Song, « The BYU Fight Song » ou encore « Rise and Shout, The Cougars Are Out ».
Les fans restent généralement assis pour le chanter jusqu'à la fin du premier couplet où ils se lèvent, convertissant ainsi en geste le titre de la chanson.
L'hymne a été écrit par Clyde D. Sandgren, gradué de BYU en 1932. Les paroles initiales ont été modifiées sous la pression des groupes féministes de l'université dans les années 1990. Les mots « stalwart men and true » furent remplacés par « Loyal, strong, and true »,,.
The Cougar Song n'est pas la seule chanson que BYU ait eu dans son histoire. En 1899, Annie Pike Greenwood écrivit « The College Song », qui fut pendant de nombreuses années la chanson principale de l'université jusqu'à ce que « The Cougar Song » soit écrit.
| 1er refrain | 2e refrain |
| --- | --- |
| « Rise, all loyal Cougars And hurl your challenge to the foe. We will fight, day or night, Rain or snow. Loyal, strong and true, Wear the White and Blue. As we sing, get set to spring. Come on Cougars, it's up to you ! » (Les fans se lèvent) | « So Rise and Shout, the Cougars are out We're on a trail to fame and glory. Rise and shout, our cheers will ring out As we unfold our vict'ry story. On we go to vanquish the foe For Alma Mater's sons and daughters. As we join in song, In praise of you, our faith is strong. We'll raise our colors high in the blue And cheer our Cougars of BYU. » |

### Cosmo le Cougar
Le terme « Cougar » est utilisé pour la première fois par Eugene L. Roberts (en) dans les années 1920 et ne désigne initialement que l'équipe de football américain. En 1924, des chatons cougars vivants appelés « Cleo » et « Tarbo » sont amenés à l'université et utilisés comme mascottes. En 1930, Tarbo décède et Cléo est envoyée au Hogle Zoo (en) de Salt Lake City. Ce n'est que dans les années 1950 que toutes les équipes sportives de BYU sont affublées du surnom de « Cougar » et l'université décide qu'il serait préférable d'avoir un personnage costumé comme mascotte plutôt que des animaux vivants.
« Cosmo the Cougar » est créé et fait sa première apparition comme mascotte officielle le 15 octobre 1953. Il participe aux matchs des équipes de BYU en adaptant son maillot pour chaque sport. Les étudiants jouant ce rôle reçoivent une bourse ainsi que d'autre avantages car ils doivent représenter l'université à l'occasion d'environ 420 événements par an. Cosmo a été désigné « Champion national » des mascottes dans un sondage Twitter du SXM College en avril 2020.
« Cosmo » est une abréviation du mot « Cosmopolitan » signifiant cosmopolite, BYU ayant été sélectionnée comme « université cosmopolite » en 1953.

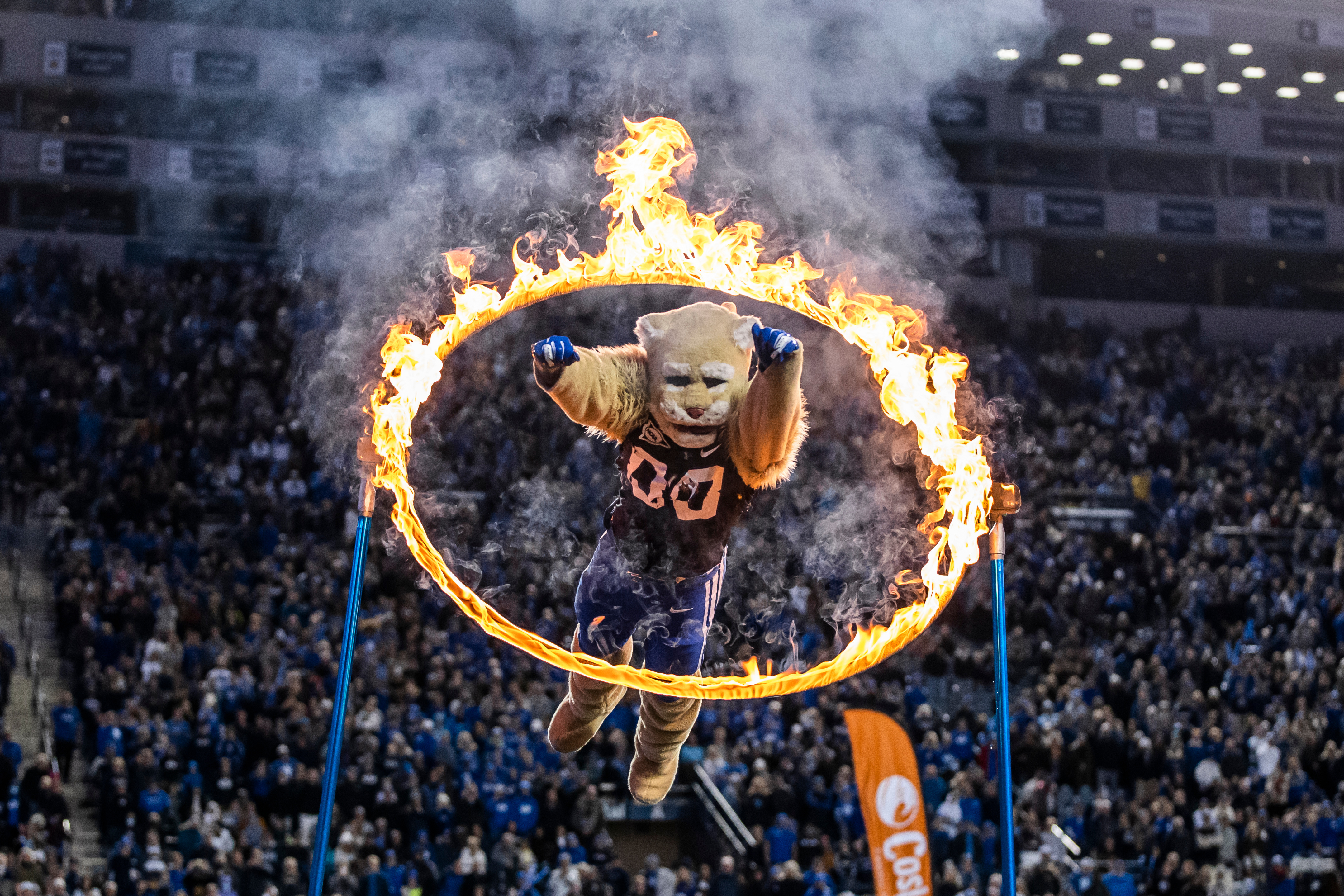
Cosmo réalisant une de ses célèbres cascades (l'anneau de feu) lors d'un match de football américain contre Virginia.
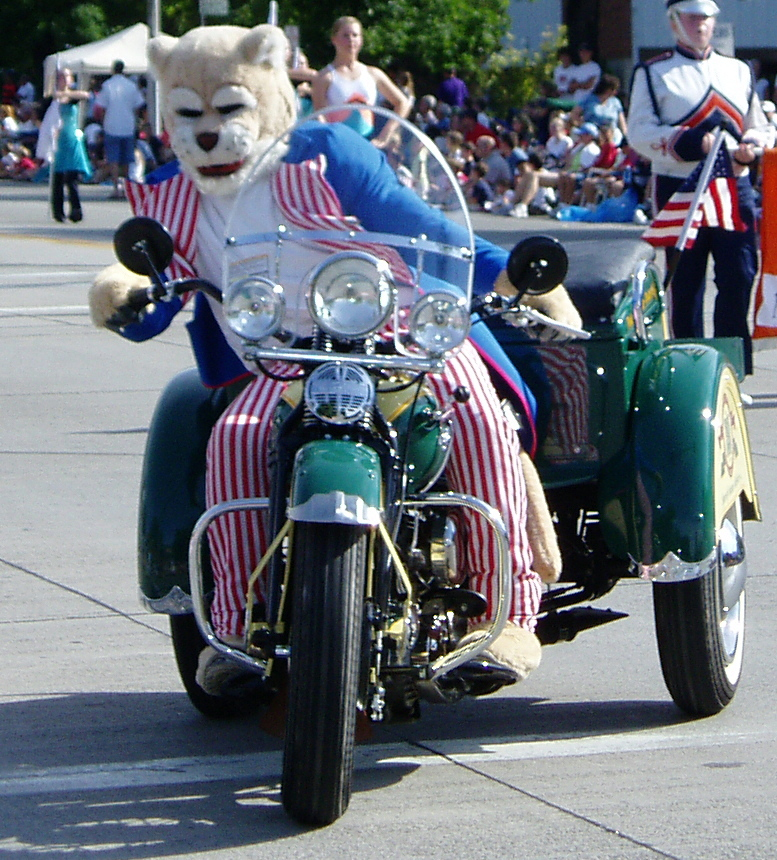
« Cosmo » lors de la grande parage 2006 du « Freedom Festival » de Provo.

## Palmarès autres sports
- Basket-ball masculin :
  - Participations aux 1/4 de finale du tournoi final national NCAA (Elite 8) : 1950, 1951, 1981
  - Participations aux 1/8 de finale du tournoi final national NCAA (Elite 16) : 1950, 1951, 1957, 1965, 1971, 1981, 2011
  - Participations aux 1/16 de finale du tournoi final national NCAA (Elite 32) : 1979, 1980, 1981, 1984, 1988, 1991, 1993, 2010, 2011
  - Participations au tournoi final national de NCAA : 1950, 1951, 1957, 1965, 1969, 1971, 1972, 1979, 1980, 1981, 1984, 1987, 1988, 1990, 1991, 1992, 1993, 1995, 2001, 2003, 2004, 2007, 2008, 2009, 2010, 2011, 2012, 2014, 2015, 2021
  - Champions du tournoi final de conférence : 1991, 1992, 2001
  - Champions de saison régulière en conférence : 1924, 1925, 1932, 1933, 1934, 1948, 1950, 1951, 1957, 1965, 1967, 1969, 1971, 1972, 1979, 1980, 1983, 1988, 1990, 1992, 1993, 2001, 2003, 2007, 2008, 2009, 2011
- Basket-ball féminin :
  - Participations aux 1/4 de finale du tournoi final national NCAA (Sweet Sixteen) : 2002, 2014
  - Participations au tournoi final national de NCAA : 1984, 1985, 1993, 2000, 2002, 2003, 2006, 2007, 2012, 2014, 2015, 2016, 2019, 2021, 2022
  - Palmarès en Intermountain Athletic Conference :
    - Championnes de la saison régulière : 1978, 1979, 1980, 1981, 1982

  - Palmarès en High Country Athletic Conference
    - Championnes de la saison régulière : 1984, 1985

  - Palmarès en Western Athletic Conference :
    - Championnes du tournoi final : 1993
    - Championnes de la saison régulière : 1993

  - Palmarès en Mountain West Conference :
    - Championnes du tournoi final : 2002
    - Championnes de la saison régulière : 2006, 2007, 2011

  - Palmarès en West Coast Conference :
    - Championnes du tournoi final : 2012, 2015, 2019
    - Championnes de la saison régulière : 2016, 2022
- Golf masculin (par équipe) :
  - Champions NCAA : 1981
  - Finaliste NCAA : 1976, 1980
  - Apparitions au tournoi final national NCAA : 1966, 1969, 1970, 1971, 1972, 1973, 1974, 1975, 1976, 1977, 1978, 1979, 1980, 1981, 1982, 1983, 1984, 1985, 1986, 1987, 1991, 1993, 1999, 2000, 2004, 2005, 2006, 2018, 2019, 2022
  - Champions de la Western Athletic Conference : 1966, 1968, 1970, 1972, 1973, 1974, 1975, 1976, 1977, 1980, 1981, 1982, 1983, 1984, 1986, 1987, 1990, 1991, 1992, 1995, 1999
  - Champions de la Mountain West Conference : 2001, 2007
  - Champions de la West Coast Conference : 2014, 2017
- Golf masculin (individuel) :
  - Champions de conférence : 1966, 1970, 1972, 1974, 1976, 1975, 1977, 1979, 1980, 1982, 1984, 1983, 1991, 1995, 1997, 1999, 2005, 2017
- Golf féminin :
  - Titre de champion de conférence individuel : 8
  - Championnes de la West Coast Conference par équipe : 3 (2016, 2017, 2018)
- Softball :
  - Apparition au tournoi final national NCAA : 2001, 2005, 2006, 2007, 2008, 2009, 2010, 2011, 2012, 2013, 2014, 2015, 2016, 2017, 2018, 2019, 2021
  - Palmarès en Mountain West Conference
    - Champions du tournoi final : 2001, 2005
    - Champions de la saison régulière : 2001, 2005, 2007, 2009, 2010, 2011

  - Palmarès en Western Athletic Conference
    - Champions du tournoi final : 2012
    - Champions de la saison régulière : 2012

  - Palmarès en Pacific Coast Softball Conference
    - Champions de la saison régulière : 2013

  - Palmarès en West Coast Conference
    - Champions de la saison régulière : 2014, 2015, 2016, 2017, 2018, 2019, 2021, 2022
- Football (soccer) masculin :
  - Champions de National Intramural and Recreational Sports Association (NIRSA) : 1996, 199, 1998, 1999, 2001, 2017, 2019
  - Champions de la United Soccer League : 2007
- Football (soccer) féminin :
  - Finaliste NCAA : 2021
  - Apparition au 1/4 de finale du tournoi NCAA : 2003, 2012, 2019, 2021
  - Apparition au 8e de finale du tournoi final NCAA (Round of 16) : 1998, 2000, 2003, 2012, 2016, 2019, 2021, 2022
  - Apparition au 16e de finale du tournoi final NCAA (Round of 32) : 1997, 1998, 1999, 2000, 2001, 2003, 2008, 2009, 2012, 2013, 2015, 2016, 2019, 2021, 2022
  - Apparition au tournoi final NCAA : 1997, 1998, 1999, 2000, 2001, 2002, 2003, 2005, 2006, 2007, 2008, 2009, 2010, 2012, 2013, 2014, 2015, 2016, 2018, 2019, 2020, 2021, 2022
  - Palmarès en Western Athletic Conference :
    - Champions du tournoi final : 1996

  - Palmarès en Mountain West Conference
    - Champions du tournoi final : 1999, 2000, 2001, 2002, 2007, 2008, 2010
    - Champions de la saison régulière : 1999, 2000, 2001, 2002, 2008, 2009

  - Palmarès en West Coast Conference
    - Champions de la saison régulière : 2012, 2013, 2014, 2015, 2016, 2018, 2019, 2021
- Volley-ball masculin :
  - Champions du tournoi national NCAA : 1999, 2001, 2004
  - Finalistes du tournoi national NCAA : 2003, 2013, 2016, 2017
  - 1/2 finalistes du tournoi national NCAA : 1999, 2001, 2003, 2004, 2013, 2014, 2016, 2017, 2018
  - Apparitions au tournoi national NCAA : 1999, 2001, 2003, 2004, 2013, 2014, 2016, 2017, 2018
  - Palmarès en Mountain Pacific Sports Federation
    - Champions du tournoi final : 1999, 2003, 2004, 2013, 2014, 2016, 2018, 2021
    - Champions de la saison régulière : 1999, 2001, 2003, 2004, 2013, 2014, 2016, 2017, 2018, 2021
- Volley-ball féminin :
  - Finalistes du tournoi final national AIAW/NCAA : 1972, 2014
  - 1/2 finalistes du tournoi national AIAW/NCAA : 1972, 1977, 1993, 2014, 2018
  - Finaliste du tournoi régional AIAW/NCAA : 1972, 1977, 1985, 1986, 1987, 1992, 1993, 1996, 1997, 1998, 2007, 2014, 2018
  - 1/2 finbalistes du tournoi régional AIAW/NCAA : 1972, 1977, 1981, 1982, 1983, 1985, 1986, 1987, 1988, 1992, 1993, 1996, 1997, 1998, 1999, 2000, 2007, 2012, 2013, 2014, 2015, 2016, 2017, 2018, 2020, 2021
  - Apparitions au tournoi régional AIAW/NCAA : 1969, 1970, 1972, 1973, 1974, 1975, 1976, 1977, 1978, 1979, 1981, 1982, 1983, 1984, 1985, 1986, 1987, 1988, 1990, 1991, 1992, 1993, 1994, 1995, 1996, 1997, 1998, 1999, 2000, 2001, 2003, 2005, 2006, 2007, 2012, 2013, 2014, 2015, 2016, 2017, 2018, 2019, 2020, 2021, 2022
  - Palmarès en Western Athletic Conference :
    - Champions du tournoi final : 1996, 1997
    - Champions de la saison régulière : 1990, 1992, 1993, 1994, 1996, 1997, 1998

  - Palmarès en Mountain West Conference :
    - Champions du tournoi final : 2000
    - Champions de la saison régulière : 1999, 2000, 2005

  - Palmarès en Intermountain Conference of College Women Physical Education
    - Champions de la saison régulière : 1969, 1970, 1971

  - Palmarès en Athletic Conference :
    - Champions de la saison régulière : 1972, 1973, 1974, 1975, 1976, 1977, 1981

  - Palmarès en High Country Athletic Conference
    - Champions de la saison régulière : 1982, 1983, 1986, 1987

  - Palmarès en West Coast Conference
    - Champions de la saison régulière : 2012, 2014, 2015, 2016, 2017, 2018, 2020, 2021
- Rugby masculin :
  - Palmarès en NCAA Division 1-A (1962-2015, 2017-présent):
    - Champions : 2009, 2012
    - Deuxièmes : 2006, 2007, 2008, 2010, 2011, 2016
    - Troisièmes : 2005, 2017

  - Palmarès en Varsity Cup (2013-2016) :
  - Champions : 2013, 2014, 2015
  - Finaliste : 2016
- Rugby féminin (1999-présent) :
  - Palmarès en National Championship D-I Spring Series (2009-présent) :
    - Championnes : 2019, 2022
    - Deuxièmes : 2015, 2016
    - Troisièmes : 2017, 2021
    - Final 4 : 2011, 2012, 2018
    - Final 8 : 2009, 2010, 2013, 2014
- Hockey sur glace masculin :
  - Champions de la Mountain West Collegiate Hockey League : 2019
  - Finaliste de la Mountain West Collegiate Hockey League : 2018
- Autres titres nationaux :
  - Athlétisme masculin : 1970
  - Cross Country masculin : 2019
  - Cross Country féminin : 1997, 1999, 2001, 2002
  - Lacrosse masculin : 1997, 2000, 2007, 2011
  - Racquetball (US Racquetball Association) : 1995, 1996, 1997, 1998, 1999, 2000, 2002, 2003, 2008